# Битка при Казанлък
 Битката при Казанлък е част от настъплението на Предния руски отряд в Южна България по време на Руско-турската война (1877 – 1878).

## Оперативна обстановка
След овладяването на Хаинбоазкия проход Предният руски отряд се насочва от юг към Шипченския проход. При движението получава заповед да овладее град Казанлък и да разпръсне Казанлъшкия османски гарнизон.

## Бойни действия на 5/17 юли
Сутринта на 5/17 юли главните сили на Предния руски отряд, групирани в 3 колони, настъпват към Казанлък. Около 7 ч. средната колона започва бой с противниковите сили от 2 табора, черкезка конница и 2 оръдия. Изтласква ги от село Черганово. Постепенно в боя се включват и другите 2 колони. Около 13 ч. преминават в обща атака и противникът панически се разпръсква.
От запад в Казанлък влиза 9-и киевски хусарски полк. Извършен е молебен с участието на българското население. Ранените са настанени в Девическия манастир „Въведение Богородично“. Конните части овладяват изоставеното от противника село Шипка. Взети са много трофеи. Привечер главните сили на отряда се съсредоточават пред южния вход на Шипченския проход.
Настъплението на Централната османска армия с командир Сюлейман паша в Южна България в края на юли 1877 г. води до ожесточени битки на Предния отряд при Нова Загора, Джуранли и Стара Загора. Изтегля се от долината на река Тунджа и се укрепява в Хаинбоазкия и Шипченския проход на Средна Стара планина. На 6/18 август Централната османска армия влиза в опразнения от руските сили Казанлък.
В хода на Шейновската битка на 27 декември / 8 януари 1878 г. части от лявата колона на Южния отряд с командир генерал-лейтенант Николай Святополк-Мирски освобождават окончателно Казанлък.